# Hôtel de ville du Russey
L'hôtel de ville du Russey est l'édifice assurant le rôle d'hôtel de ville de la commune française du Russey, dans le département du Doubs en région Franche-Comté. Le bâtiment est protégé au titre des monuments historiques français.

## Localisation
L'hôtel de ville est situé au centre du village du Russey.

## Histoire
L'hôtel de ville est construit entre 1866 et 1874 et abritait initialement la mairie, la halle et la justice de paix.
L'hôtel de ville est inscrit aux monuments historiques par arrêté du 30 octobre 2002.

## Architecture et décorations
Axé sur un style extérieur Néorenaissance, le bâtiment s'élève sur deux étages et se compose d'un corps principal entouré de deux ailes.